# Walter Back
Walter Back (* im 14. Jahrhundert; † 1466 in Köln) war Priester und Offizial in Köln.
Der Dr. jur. utr. und Mag. art. war Pfarrer zu Zonhoven im Bistum Lüttich. Seit 1455 als Advokat der Kölner Kurie tätig, war er zugleich Professor der  alten Universität Köln, deren Rektor er 1459 wurde. Zugleich Vikar an St. Marien (Antwerpen), Kanoniker an St. Maria ad Gradus (Köln) und Offizial des Kölner Domdechanten, ernannte ihn der Kölner Erzbischof Ruprecht von der Pfalz 1464 zum Offizial des Erzbistums Köln.